# 金德齡
金德齡（韓語：김덕령，1567年—1596年），号景樹，朝鲜王朝的将领，在1592–1598年日本入侵朝鲜（壬辰倭乱）期间闻名。谥号忠壮。其生平事迹记载于《野老逸史》，并在《东圃杂咏》《大东奇闻》等故事集中有收录。
金德龄于1567年（朝鲜宣祖元年）出生在光州無等山附近，出身于光山金氏的低等阶层家庭。父亲是金鵬燮（김붕섭），母亲出身南坪潘氏。
1592年日本入侵时，金德龄与弟弟举义兵抗敌，抵达全州抵御试图攻入全罗道的日军。后在弟弟劝说下返家侍奉母亲。1593年母亲去世后，经潭阳郡地方官李景麟和长城郡守李奎劝说，再次募集义兵。因影响力扩大，宣祖授予他“忠勇将”军职，官至刑曹佐郎。
在南原至晋州驻守期间，朝廷将全国义兵整合为“忠勇军”，由金德龄担任指挥官，在权栗麾下与郭再佑共同防御朝鲜西南部。他在金海至固城一带阻击日军，但因和谈进程及粮草不足，未发生重大战役。麾下3000士兵中，他遣返2500人归田。1595年，他率军击败固城日军，并在巨济岛击溃日军驻军。尽管备战充分，金德龄因和谈始终未能上前线。他借酒消愁，治军严苛，招致士兵和幕僚不满。1596年，他因涉嫌鞭杀尹根寿的仆人入狱，后在岭南儒生呼吁和郑琢辩护下获释。同年7月，李梦鹤在洪州叛乱，韓絢诬告金德龄与郭再佑等人参与叛乱。朝廷错判其罪，将他处决。
1661年（朝鲜显宗二年），金德龄获追复原职并晋升为兵曹判书，得以平反。